# Amblyraja taaf
Amblyraja taaf es una especie de pez de la familia de los Rajidae en el orden de los Rajiformes.

## Morfología
Los machos pueden llegar a alcanzar los 90 cm de longitud total.

## Reproducción
Es ovíparo. Las hembras ponen huevos envueltos en una cápsula córnea.

## Hábitat
Es un pez marino de clima polar (45°S-59°S) que vive entre 375 y 390 m de profundidad.

## Distribución geográfica
Se encuentra en las aguas subantárticas del océano Índico.

## Observaciones
Es inofensivo para los humanos. 